# Xu Huaiwen
Xu Huaiwen (chiń. upr. 徐怀雯; chiń. trad. 徐懷雯; pinyin Xú Huáiwén; ur. 2 sierpnia 1975 w Guiyang) – niemiecka badmintonistka pochodzenia chińskiego. 